# Placa en memoria del cabo Luis Noval
La escultura urbana conocida por el nombre Lápida al cabo Luis Noval, también conocida como Placa en memoria del cabo  Luis Noval, ubicada en la fachada de la casa n.º 12 de la calle Santa Susana, en la ciudad de Oviedo, Principado de Asturias, España, es una de las más de un centenar que adornan las calles de la mencionada ciudad española.
El paisaje urbano de esta ciudad,  se ve adornado por  obras escultóricas, generalmente monumentos conmemorativos dedicados a personajes de especial relevancia en un primer momento, y más puramente artísticas desde finales del siglo XX.
La placa, hecha en mármol, es obra de Víctor Hevia Granda, y está datada en 1910.
El cabo Luis Noval Ferrao, fue un soldado español, nacido en Oviedo que murió en Marruecos en un acto que fue considerado heroico.  Es por ello que una vez acabado los actos de su funeral, que tuvieron lugar en la Catedral de Oviedo el 19 de abril de 1910, se procedió a descubrir en la fachada de su casa natal, sita en la calle Susana número 12, una lápida de mármol, en la que  puede verse en relieve el rostro del militar enmarcado en una bandera ondeante, y bajo ella, una hoja de laurel símbolo del honor que merecía el soldado. Además se puede leer la siguiente inscripción: «En esta casa nació el 15 de noviembre de 1887 – Luis Noval Ferrao – Cabo del Regimiento del Príncipe – Ofreció su vida en aras de la patria y murió gloriosamente – en el zoco el-Had de Melilla el 28 de septiembre de 1909. – El Excmo. Ayuntamiento de Oviedo».